# Muma (rivière)
La Muma ou Muma He (caractères chinois :  牧马河)   est une rivière qui coule dans la province chinoise du  Shaanxi. C'est un affluent du fleuve  Han (affluent du Yangzi Jiang) (rive droite) lui-même affluent du Yangzi Jiang. La rivière est longue de 128 kilomètres et son bassin versant a une superficie de 2 782 km². Le débit de la rivière est de 45 m3/s.
La branche principale de la rivière est navigable pour des bateaux de petite taille jusqu'au village de of Matsung T'an